# Miss Little Havana
Miss Little Havana is een studioalbum van Gloria Estefan uit 2011 geproduceerd door Emilio Estefan en Pharrell Williams. Het album bevat alleen uptempo-liedjes en geen enkele ballad, vergelijkbaar met Gloria Estefans album Gloria! uit 1998. Het is haar eerste Engels gezongen studioalbum sinds Unwrapped uit 2003.

## Downloadversie en cd
Het standaardalbum bevat elf liedjes en werd beschikbaar gesteld via iTunes en Legalsounds. Een cd was wel verkrijgbaar, maar alleen via de Amerikaanse winkelketen Target. Deze luxe-cd bevat drie extra liedjes ("On", "Medicine" en "Let's get Loud") en een remix van het lied "Wepa". Deze waren niet verkrijgbaar via iTunes, maar wel via Legalsounds. Er was ook een groot prijsgeschil tussen de twee digitale muziekwinkels.

## Nummers
1. Miss Little Havana
2. I Can't Believe
3. Heat
4. Wepa
5. Say Ay
6. So Good
7. Right Away
8. Make Me Say Yes
9. Time is Ticking
10. Hotel Nacional
11. On (luxe-cd/Legalsounds)
12. Make My Heart Go (met El Catá)
13. Medicine (luxe-cd/Legalsounds)
14. Wepa ((DJ R3hab Remix) (met Pitbull, luxe-cd)
15. Let's Get Loud (luxe-cd/Legasounds)